# تفکر جادویی
سِحرپنداری نوعی استدلال سببی است که در جستجوی یافتن رابطه‌ای میان گفتار یا اعمال از یک‌سو و رویدادهایی خاص از سویی دیگر است. در ادیان و مذاهب قومی و خرافات، رابطهٔ مذکور میان رسوم مذهبی مثل دعا خواندن و قربانی کردن، یا رعایت منکرات از یک جهت و فایده یا اجر مورد توقّع از جهت دیگر است. در روان‌شناسی بالینی، سحرپنداری یک بیماری است که باعث می‌شود بیمار از انجام برخی کارها یا داشتن برخی اندیشه‌ها، به گونه‌ای غیر منطقی بترسد، چرا که او تصوّر می‌کند میان اعمالش با خطرِ رخ دادن فجایع، رابطه‌ای وجود دارد.
"شِبه سحرپنداری" توصیف "مواردی است که در آن مردم به گونه‌ای عمل می‌کنند که گویا به غلط باور دارند، اعمالشان تاثیری بر نتیجهٔ کار داشته باشد، گرچه آنان در واقع به چنین چیزی باور ندارند."
".
فروید جزو اولین کسانی بود که به موضوع تفکر جادویی پرداخت. او درباره نوعی فرایند تفکر ابتدایی صحبت کرد، که در آن شخص احساس می‌کند خواسته‌هایش می‌تواند بر جهان خارج تاثیر بگذارد. این نوع تفکر بیشتر وقتی ایجاد می‌شود، که کنترل خود یا زندگی‌تان را از دست بدهید یا با یک حادثه ناگوار اضطراب‌آور (مانند از دست دادن عزیزان) مواجه شوید. در واقع افراد با استفاده از تفکر جادویی سعی می‌کنند چیزی را کنترل کنند که قابل کنترل نیست.

## عمل‌کرد روان‌شناختی سحر و جادو

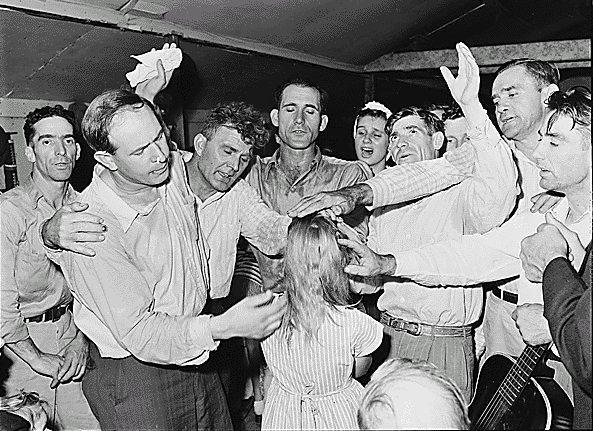
A healing ritual (the laying on of hands).

برخی صاحب‌نظران بر تأثیر روانی سحر و جادو باور دارند. (رجوع کنید به Psychological theories of magic). آن‌ها از تأثیر دارونماها و بیماری‌های روان‌تنی و غیره به عنوان برجسته‌ترین نمونه‌هایی نام می‌برند که نشان دهندهٔ چگونگی تأثیر عملکرد ذهن ما بر بدنمان است.
همچنین رابرت هورتون می‌گوید که پرداختن به اعمال سحرپندارانه در زمینهٔ شفابخشی، می‌تواند موجب کاهش اضطراب شود و در نتیجه ممکن است تأثیر فیزیکی مثبتی بر بیمار داشته باشد. در نبود مراقبت‌های پزشکی پیشرفته، نقش چنین تأثیراتی می‌تواند برجسته باشد، چرا که سبب می‌شود دوام و محبوبیّت چنین روش‌هایی را توضیح دهیم.
طبق نظریه‌های تسکین و کنترل اضطراب، مردم در شرایطی که دارای عدم اطمینان و نوعی احساس خطر باشند که نتوانند با آن مقابله کنند، به باورهایی چون سحر و جادو روی می‌آورند. سحر و جادو برای بازگرداندن حسّ کنترل به کار گرفته می‌شود. در تأیید این نظریه، تحقیقات نشان می‌دهد که رفتار خرافاتی در شرایط پریشانی و فشار روحی (استرس) و به خصوص توسّط افرادی که گرایش بیش‌تری به کنترل دارند به کار گرفته می‌شود.
یکی دیگر از دلایل بالقوّهٔ تداوم آیین‌های سحر و جادو، این است که آن‌ها برای برانگیختن مردم به جهت تبعیّت از خود، نخست به ایجاد احساس ناامنی دامن می‌زنند و سپس خود را به عنوان راه پیش‌گیری از خطر ارائه می‌کنند.
بوایه (Boyer) و لینارد (Liénard) در مورد آداب و رسوم مبتنی بر وسواس جبری اختلال وسواسی جبری -- که مدلی بالینی برای سحرپنداری است -- این نظریه را مطرح می‌کنند که تمرکز شخص، متوجّه پایین‌ترین سطح حرکاتش شده و در نتیجه موجب تنزّل اهمیّتِ هدف می‌گردد. مثلاً مراسمی از نوع تمیز کردنِ وسواس‌آمیز می‌تواند بیش از اندازه بر ترتیب و جهت و تعداد حرکات پاک کردن یک سطح تأکید کند. در این‌جا اعمالی که برای رسیدن در جهت هدف به کار گرفته می‌شود، از خود آن هدف مهم‌تر می‌گردد و این مفهوم را القاء می‌کند که مراسم سحر و جادو می‌تواند حتّیٰ بدون هر گونه تأثیر، تداوم یابد. «چرا که هدف در حین عمل فراموش شده‌است».

## تفکر جادویی و اختلال اضطراب عمومی
در افراد مبتلا به اختلالات روانی تفکر جادویی بعد دیگری به خود می‌گیرد. اغلب تصور می‌شود که تنها بیماران روان‌پریش یا مبتلا به اختلال وسواس فکری (OCD) معتقد هستند که با افکار و اعمالشان توانایی کنترل حوادث خارجی را دارند. ولی یک مطالعه که به تازگی منتشر شد، سطح تفکر جادویی در افراد مبتلا به OCD و  GADو یک گروه کنترل که شامل افراد سالم بود را سنجید. نتایج این مطالعه نشان داد که سطح تفکر جادویی بین دو گروه GAD و OCD مشابه است.
دکتر الکس لیکرمن تفکر جادویی را این‌گونه تعریف می‌کند: اعتقاد بر اینکه یک واقعه در نتیجه واقعه دیگری به‌وجود آمده است، درحالی که هیچ‌ رابطه علت و معلولی بین این دو وجود ندارد. دکتر لیکرمن در ادامه بیان می‌کند که در افراد مبتلا به اختلال اضطراب عمومی یک اعتقاد خاص وجود دارد. “اعتقاد به این‌که اضطراب فرد می‌تواند به نوعی دنیای اطراف را کنترل کند.”

## مقاومت در برابر درمان اختلال اضطراب فراگیر
دکتر دیوید برنز می‌نویسد: “اگرچه اضطراب برای افراد مبتلا به GAD دردناک است، اما در آن‌ها این باور وجود دارد که اضطراب از آن‌ها در برابر فجایع بزرگ محافظت می‌کند”. افراد مبتلا به اختلال اضطراب فراگیر متقاعد شده‌اند که نگرانی شدید یکی از ملزومات موفقیت است. آن‌ها باور دارند که برای خوب پیش رفتن کارها باید بیش از حد برنامه‌ریزی کنند، تحقیق کنند و مدام نگران آن کار باشند. فکر می‌کنند اگر نگران نباشند کارها درست پیش نمی‌رود.
این نوع تفکر جادویی در GAD می‌تواند پیشرفت را برای فرد مبتلا دشوار کند. اگر احساس می‌کنید که با کنار گذاشتن اضطراب ممکن است در کارهایتان شکست بخورید، بنابراین در برابر درمان و رها کردن اضطراب مقاومت خواهید کرد. ممکن است نگران باشید که اگر اضطراب را کنار بگذارید (مثلا کمال‌گرایی را رها کنید) اتفاق بدی رخ خواهد داد (مثلا شکست می‌خورید یا احساس گناه کم‌کاری به شما دست می‌دهد).

### همچنین رجوع شود به
- پندار آرزومندانه
- بارباوری